# Il trionfo di Camilla
Il trionfo di Camilla és una òpera en tres actes composta per Nicola Porpora sobre un llibret italià de Silvio Stampiglia. S'estrenà al Teatro San Carlo de Nàpols el 20 de gener de 1740. S'estrenà a Catalunya el 1755 al Teatre de la Santa Creu de Barcelona.